# كالمنتان الشرقية
مقاطعة كالمنتان الشرقية (بالإندونيسية: Kalimantan Timur)‏، هي إحدى تقسيمات كالمنتان, مقاطعات إندونسيا. عاصمتها ساماريندا.

## جزر المقاطعة
من أهم جزر المقاطعة:
- جزر ديراوان
  - جزيرة كاكابان
- جزر بالابالاغان
- جزيرة بونيو
- جزيرة سيباتاك
- جزيرة تاراكان